# Greenbrier (Tennessee)
Greenbrier é um povoado localizada no estado estadunidense de Tennessee, no Condado de Robertson.

## Demografia
Segundo o Censo dos Estados Unidos de 2020, a sua população era de 6 898 habitantes.

## Geografia
De acordo com o United States Census Bureau tem uma área de 7,27 milha quadradas (18,8 km2) de terra, um aumento em relação a 2010, quando tinha 6,96 milha quadradas (18,0 km2). Greenbrier localiza-se a aproximadamente 227 m acima do nível do mar.

## Localidades na vizinhança
O diagrama seguinte representa as localidades num raio de 16 km ao redor de Greenbrier.